# محمود النیجرو
محمود النیجرو (انگلیسی: Mahmoud El-Nigero) یک بازیکن فوتبال اهل مصر است. 
وی عضو تیم ملی فوتبال مصر در جام جهانی فوتبال ۱۹۳۴ بوده است.